# Lijst van bergen in Europa

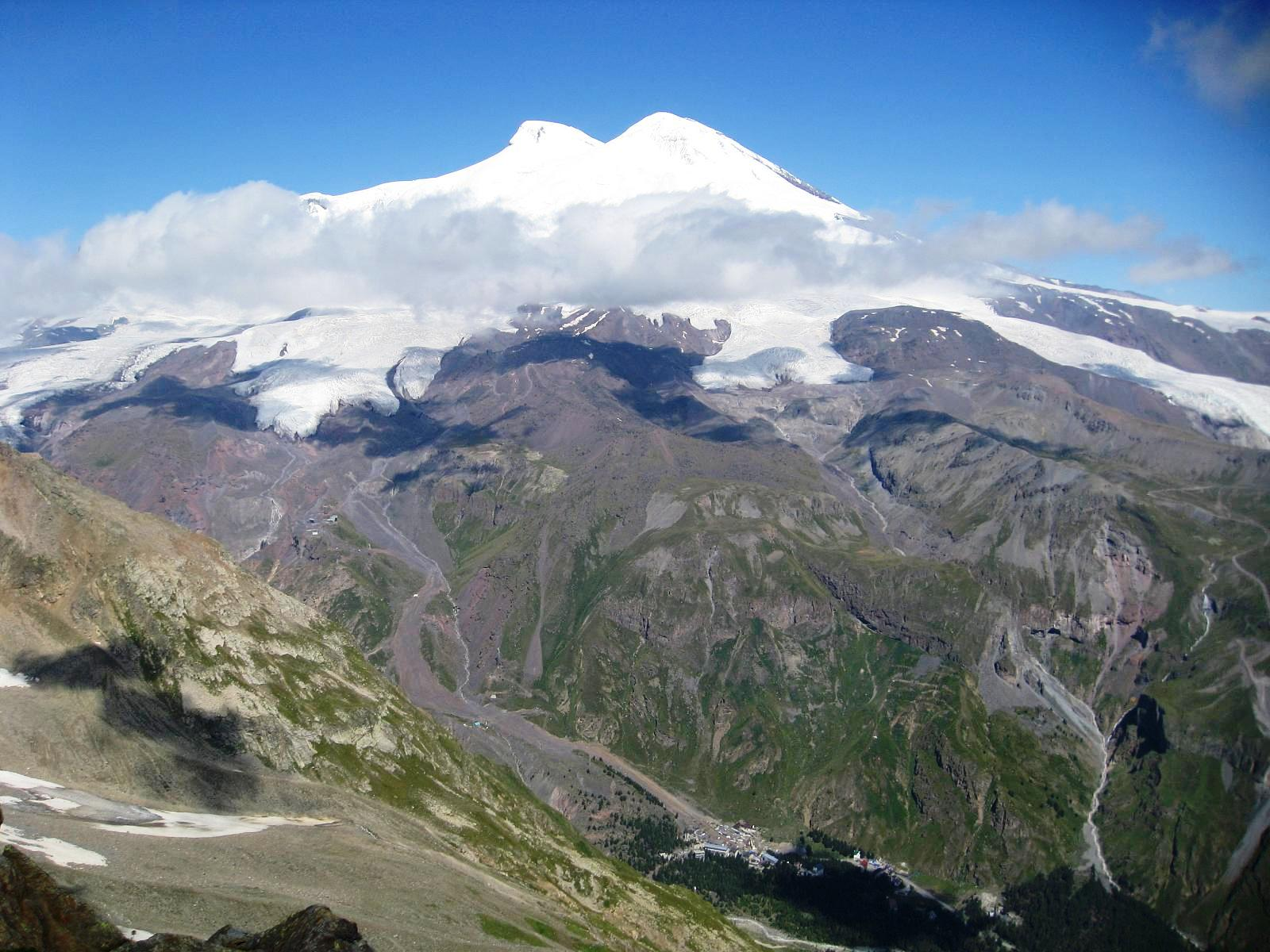
1. Elbroes (Rusland)

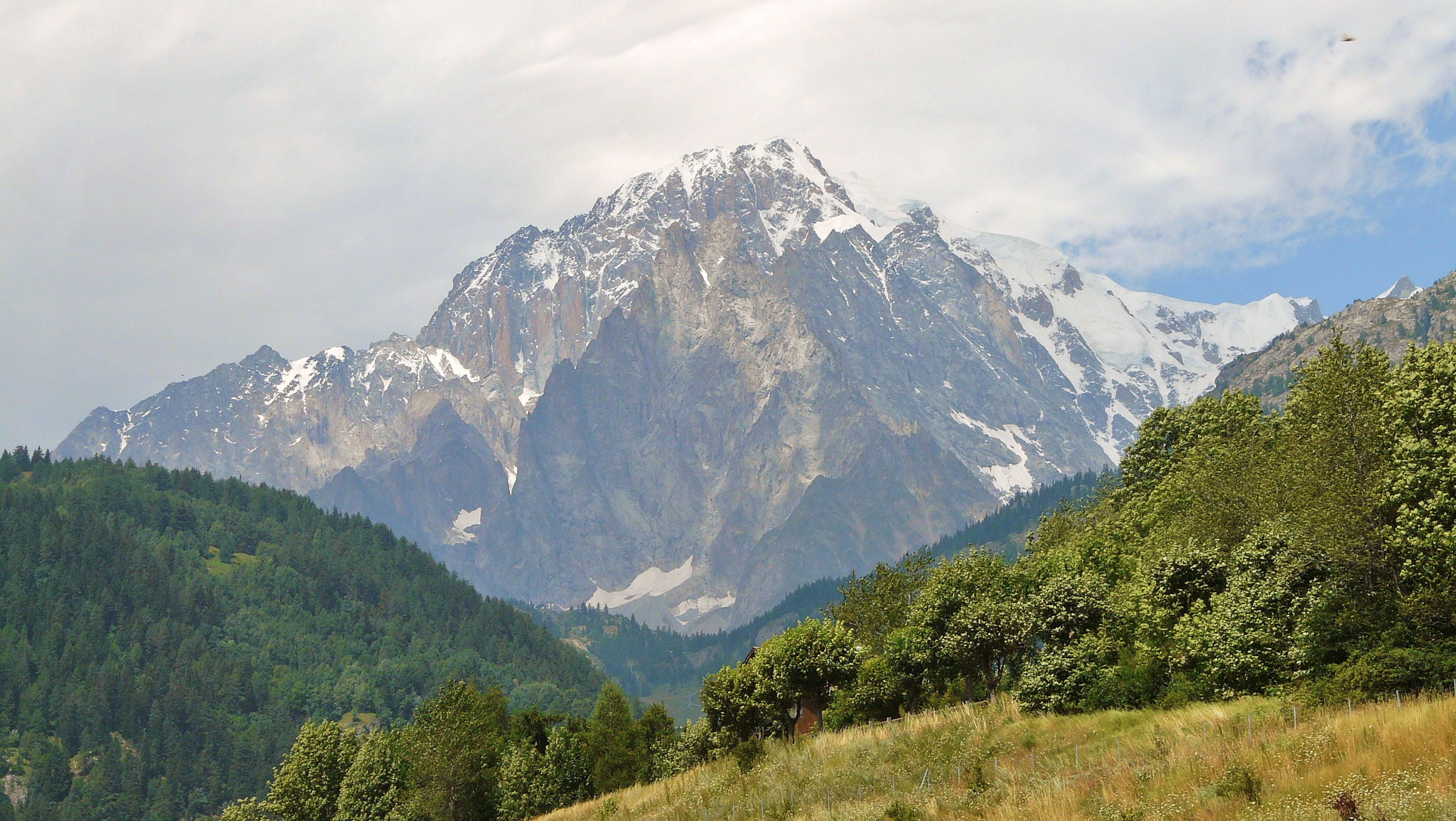
13. Mont Blanc

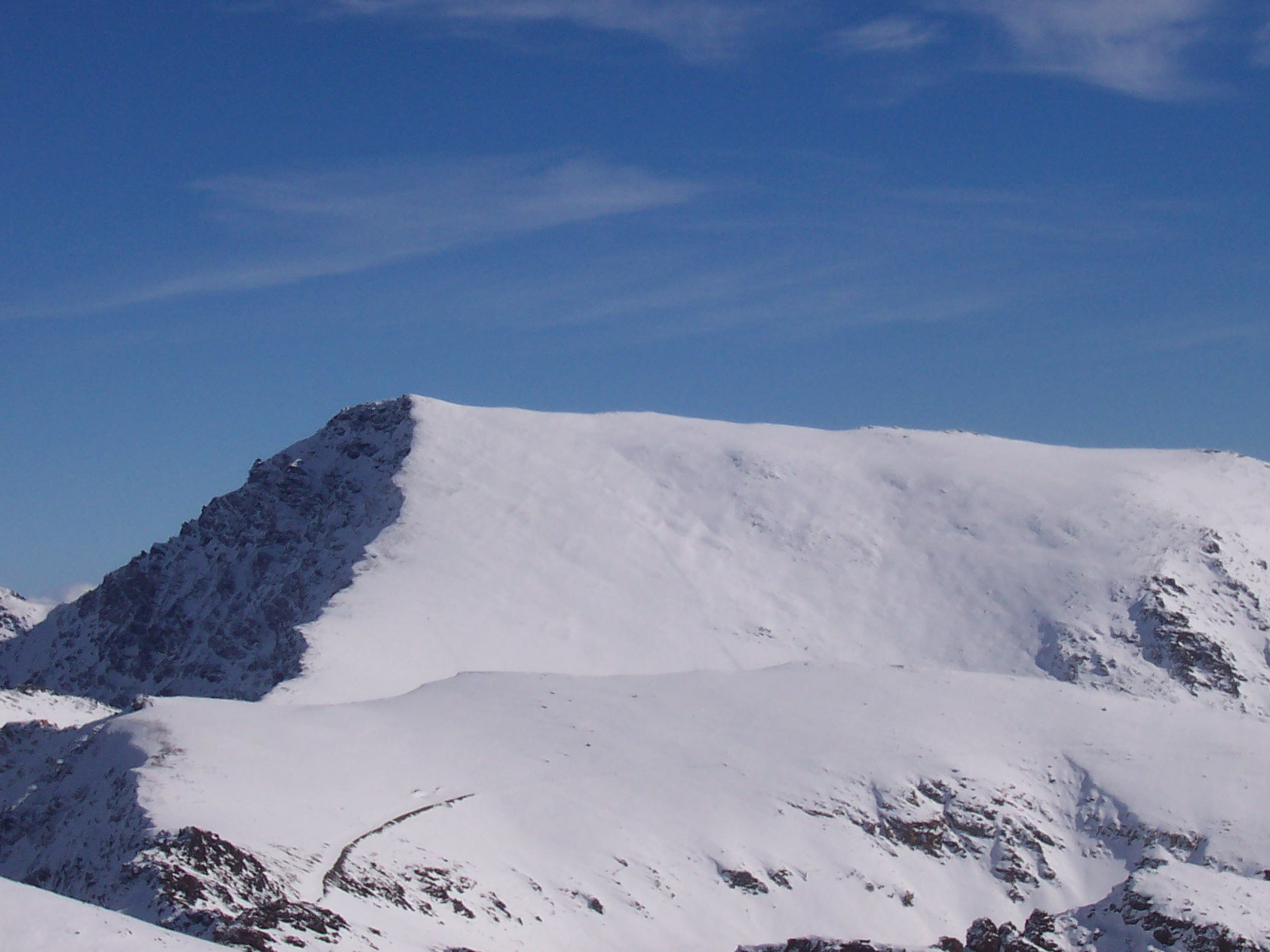
Mulhacen (Spanje)

Dit is een lijst van bergen in Europa.

## Hoogste berg van elk land
In deze lijst staat per Europees land, dat een hoogste berg in het geografische Europa heeft, het hoogste punt van de genoemde berg aangegeven, dat wil zeggen:
GEEN autonome regio's, NIET bijvoorbeeld Schotland of Faroer
GEEN overzeese gebiedsdelen, dus NIET Saba of Gran Canaria of de Azoren
| Land                  | Hoogste berg             | Hoogte (m) |
| --------------------- | ------------------------ | ---------- |
| Albanië               | Korab                    | 2.764 m    |
| Andorra               | Pic de Comapedrosa       | 2.946 m    |
| Azerbeidzjan          | Bazardüzü                | 4.485 m    |
| België                | Signaal van Botrange     | 694 m      |
| Bulgarije             | Moesala                  | 2.925 m    |
| Bosnië en Herzegovina | Maglić                   | 2.386 m    |
| Denemarken            | Yding Skovhøj            | 173 m      |
| Duitsland             | Zugspitze                | 2.963 m    |
| Estland               | Suur Munamägi            | 318 m      |
| Finland               | Haltiatunturi            | 1.324 m    |
| Frankrijk             | Mont Blanc               | 4.808,73 m |
| Georgië               | Sjchara                  | 5.203 m    |
| Griekenland           | Olympus                  | 2.917 m    |
| Hongarije             | Kékes                    | 1.014 m    |
| Ierland               | Carrantuohill            | 1.038 m    |
| IJsland               | Hvannadalshnúkur         | 2.109 m    |
| Italië                | Mont Blanc de Courmayeur | 4.748 m    |
| Kosovo                | Daravica                 | 2.656 m    |
| Kroatië               | Dinara                   | 1.913 m    |
| Letland               | Gaiziņkalns              | 312 m      |
| Liechtenstein         | Grauspitz                | 2.599 m    |
| Litouwen              | Aukštojas                | 293 m      |
| Luxemburg             | Kneiff                   | 560 m      |
| Noord-Macedonië       | Golem Korab              | 2.764 m    |
| Malta                 | Ta'Dmejrek               | 253 m      |
| Moldavië              | Dealul Bălăneşti         | 430 m      |
| Monaco                | Le Rocher de Monaco      | 141 m      |
| Montenegro            | Zla Kolata               | 2.534 m    |
| Nederland             | Vaalserberg              | 323 m      |
| Noorwegen             | Galdhøpiggen             | 2.469 m    |
| Oekraïne              | Hoverla                  | 2.060 m    |
| Oostenrijk            | Großglockner             | 3.798 m    |
| Polen                 | Rysy                     | 2.499 m    |
| Portugal              | Torre (Serra da Estrela) | 1.993 m    |
| Roemenië              | Moldoveanu               | 2.543 m    |
| Rusland               | Elbroes                  | 5.642 m    |
| San Marino            | Monte Titano             | 749 m      |
| Servië                | Daravica                 | 2.656 m    |
| Slovenië              | Triglav                  | 2.864 m    |
| Slowakije             | Gerlachovský štít        | 2.655 m    |
| Spanje                | Mulhacén                 | 3.482 m    |
| Tsjechië              | Sněžka                   | 1.602 m    |
| Vaticaanstad          | Vaticaanse Heuvel        | 75 m       |
| Verenigd Koninkrijk   | Ben Nevis                | 1.344 m    |
| Wit-Rusland           | Dzyarzhynskaya Hara      | 345 m      |
| Zweden                | Kebnekaise               | 2.111 m    |
| Zwitserland           | Dufourspitze             | 4.634 m    |

## Lijst op hoogte
In deze lijst staan de hoogste bergtoppen in Europa (inclusief het Europese deel van Rusland, exclusief overzeese gebiedsdelen als de Azoren en de Canarische Eilanden). Het gaat hier om zelfstandige bergen hoger dan 3500 meter boven zeeniveau. Van een berg die bijvoorbeeld een westelijke en een oostelijke top hebben staat alleen de hoogste top vermeld. Subtoppen van bergen staan dus niet vermeld, hoewel over het onderscheid tussen een top en een subtop getwist kan worden. Er zijn 5 categorieën:
- 4500 – .... m
- 4000 – 4500 m
- 3750 – 4000 m
- 3600 – 3750 m
- 3500 – 3600 m

| Bergen hoger dan 4500 meter                     | Bergen hoger dan 4500 meter    | Bergen hoger dan 4500 meter | Bergen hoger dan 4500 meter | Bergen hoger dan 4500 meter  |
| Nr.                                             | Naam van de berg               | Hoogte                      | Bergketen/-massief          | Land                         |
| ----------------------------------------------- | ------------------------------ | --------------------------- | --------------------------- | ---------------------------- |
| 1                                               | Elbroes                        | 5.642 m                     | Kaukasus                    | Rusland                      |
| 2                                               | Dychtaoe                       | 5.203 m                     | Kaukasus                    | Rusland                      |
| 3                                               | Sjchara                        | 5.201 m                     | Kaukasus                    | Georgië Rusland              |
| 4                                               | Kosjtan-Taoe                   | 5.144 m                     | Kaukasus                    | Rusland                      |
| 5                                               | Poesjkinpiek                   | 5.100 m                     | Kaukasus                    | Rusland                      |
| 6                                               | Dzjanga                        | 5.051 m                     | Kaukasus                    | Georgië Rusland              |
| 7                                               | Kazbek                         | 5.034 m                     | Kaukasus                    | Georgië Rusland              |
| 8                                               | Misjrigi                       | 5.018 m                     | Kaukasus                    | Rusland                      |
| 9                                               | Katyn-Taoe                     | 4.979 m                     | Kaukasus                    | Georgië Rusland              |
| 10                                              | Sjota Roestaveli               | 4.960 m                     | Kaukasus                    | Georgië Rusland              |
| 11                                              | Koekoertloe Dom                | 4.912 m                     | Kaukasus                    | Rusland                      |
| 12                                              | Gistola                        | 4.860 m                     | Kaukasus                    | Georgië Rusland              |
| 13                                              | Mont Blanc                     | 4.808 m                     | Mont Blancmassief           | Frankrijk Italië             |
| 14                                              | Dzjimara                       | 4.780 m                     | Kaukasus                    | Georgië Rusland              |
| 15                                              | Mont Blanc de Courmayeur       | 4.748 m                     | Mont Blancmassief           | Frankrijk Italië             |
| 16                                              | Chroemkol                      | 4.680 m                     | Kaukasus                    | Rusland                      |
| 17                                              | Oelloe-Aoez-Basji              | 4.670 m                     | Kaukasus                    | Rusland                      |
| 18                                              | Oeilpata                       | 4.638 m                     | Kaukasus                    | Rusland                      |
| 19                                              | Dufourspitze                   | 4.634 m                     | Monte Rosa                  | Italië Zwitserland           |
| 20                                              | Koekoertloe                    | 4.623 m                     | Kaukasus                    | Rusland                      |
| 21                                              | Tichtengen                     | 4.610 m                     | Kaukasus                    | Georgië Rusland              |
| 22                                              | Ailama                         | 4.547 m                     | Kaukasus                    | Georgië Rusland              |
| 23                                              | Dom                            | 4.545 m                     | Walliser Alpen              | Zwitserland                  |
| 24                                              | Jailik                         | 4.533 m                     | Kaukasus                    | Rusland                      |
| 25                                              | Tioetioen-Taoe                 | 4.530 m                     | Kaukasus                    | Rusland                      |
| 26                                              | Lyskamm                        | 4.527 m                     | Walliser Alpen              | Italië Zwitserland           |
| 27                                              | Pik Spartak                    | 4.517 m                     | Kaukasus                    | Georgië Rusland              |
| 28                                              | Salinan                        | 4.510 m                     | Kaukasus                    | Rusland                      |
| 29                                              | Weisshorn                      | 4.506 m                     | Walliser Alpen              | Zwitserland                  |
| 30                                              | Koenjoem-Misjrigi              | 4.500 m                     | Kaukasus                    | Rusland                      |
| Bergen met een hoogte tussen 4000 en 4500 meter |                                |                             |                             |                              |
| Nr.                                             | Naam van de berg               | Hoogte                      | Bergketen                   | Land                         |
| 31                                              | Teboelosmta                    | 4.493 m                     | Kaukasus                    | Georgië Rusland              |
| 32                                              | Täschhorn                      | 4.490 m                     | Walliser Alpen              | Zwitserland                  |
| 33                                              | Matterhorn                     | 4.478 m                     | Walliser Alpen              | Italië Zwitserland           |
| 34                                              | Picco Luigi Amedeo             | 4.469 m                     | Mont Blancmassief           | Italië                       |
| 35                                              | Bazardüzü                      | 4.466 m                     | Kaukasus                    | Azerbeidzjan Rusland         |
| 36                                              | Mont Maudit                    | 4.465 m                     | Mont Blancmassief           | Frankrijk Italië             |
| 37                                              | Sjani                          | 4.452 m                     | Kaukasus                    | Georgië Rusland              |
| 38                                              | Dent Blanche                   | 4.357 m                     | Walliser Alpen              | Zwitserland                  |
| 39                                              | Lalveri                        | 4.350 m                     | Kaukasus                    | Georgië Rusland              |
| 40                                              | Nadelhorn                      | 4.327 m                     | Walliser Alpen              | Zwitserland                  |
| 41                                              | Grand Combin                   | 4.314 m                     | Walliser Alpen              | Zwitserland                  |
| 42                                              | Dôme du Goûter                 | 4.304 m                     | Mont Blancmassief           | Frankrijk Italië             |
| 43                                              | Lenzspitze                     | 4.294 m                     | Walliser Alpen              | Zwitserland                  |
| 44                                              | Finsteraarhorn                 | 4.274 m                     | Berner Alpen                | Zwitserland                  |
| 45                                              | Mont Blanc du Tacul            | 4.248 m                     | Mont Blancmassief           | Frankrijk                    |
| 46                                              | Stecknadelhorn                 | 4.241 m                     | Walliser Alpen              | Zwitserland                  |
| 47                                              | Castor                         | 4.228 m                     | Walliser Alpen              | Italië Zwitserland           |
| 48                                              | Zinalrothorn                   | 4.221 m                     | Walliser Alpen              | Zwitserland                  |
| 49                                              | Hohberghorn                    | 4.219 m                     | Walliser Alpen              | Zwitserland                  |
| 50                                              | Piramide Vincent               | 4.215 m                     | Monte Rosa                  | Italië                       |
| 51                                              | Grandes Jorasses               | 4.208 m                     | Mont Blancmassief           | Frankrijk Italië             |
| 52                                              | Alphubel                       | 4.206 m                     | Walliser Alpen              | Zwitserland                  |
| 53                                              | Rimpfischhorn                  | 4.199 m                     | Walliser Alpen              | Zwitserland                  |
| 54                                              | Aletschhorn                    | 4.195 m                     | Berner Alpen                | Zwitserland                  |
| 55                                              | Strahlhorn                     | 4.190 m                     | Walliser Alpen              | Zwitserland                  |
| 56                                              | Dent d'Hérens                  | 4.171 m                     | Walliser Alpen              | Italië Zwitserland           |
| 57                                              | Breithorn                      | 4.164 m                     | Walliser Alpen              | Italië Zwitserland           |
| 58                                              | Jungfrau                       | 4.158 m                     | Berner Alpen                | Zwitserland                  |
| 59                                              | Bishorn                        | 4.153 m                     | Walliser Alpen              | Zwitserland                  |
| 60                                              | Addala Sjoekgelmezr            | 4.152 m                     | Kaukasus                    | Rusland                      |
| 61                                              | Djoeltydag                     | 4.127 m                     | Kaukasus                    | Rusland                      |
| 62                                              | Aiguille Verte                 | 4.122 m                     | Mont Blancmassief           | Frankrijk Italië             |
| 63                                              | Aiguille Blanche               | 4.112 m                     | Mont Blancmassief           | Italië                       |
| 64                                              | Grande Rocheuse                | 4.102 m                     | Mont Blancmassief           | Frankrijk                    |
| 65                                              | Barre des Écrins               | 4.101 m                     | Pelvouxmassief              | Frankrijk                    |
| 66                                              | Mönch                          | 4.109 m                     | Berner Alpen                | Zwitserland                  |
| 67                                              | Pollux                         | 4.092 m                     | Walliser Alpen              | Italië Zwitserland           |
| 68                                              | Pic Lory                       | 4.086 m                     | Pelvoux                     | Frankrijk                    |
| 69                                              | Schreckhorn                    | 4.078 m                     | Berner Alpen                | Zwitserland                  |
| 70                                              | Ober Gabelhorn                 | 4.063 m                     | Walliser Alpen              | Zwitserland                  |
| 71                                              | Gran Paradiso                  | 4.061 m                     | Gran Paradiso               | Italië                       |
| 72                                              | Mont Brouillard                | 4.053 m                     | Mont Blancmassief           | Italië                       |
| 73                                              | Aiguille de Bionnassay         | 4.052 m                     | Mont Blancmassief           | Frankrijk Italië             |
| 74                                              | Gross-Fiescherhorn             | 4.049 m                     | Berner Alpen                | Zwitserland                  |
| 75                                              | Piz Bernina                    | 4.049 m                     | Berninamassief              | Italië Zwitserland           |
| 76                                              | Gross-Grünhorn                 | 4.044 m                     | Berner Alpen                | Zwitserland                  |
| 77                                              | Lauteraarhorn                  | 4.042 m                     | Berner Alpen                | Zwitserland                  |
| 78                                              | Aiguille du Jardin             | 4.035 m                     | Mont Blancmassief           | Frankrijk                    |
| 79                                              | Dürrenhorn                     | 4.035 m                     | Walliser Alpen              | Zwitserland                  |
| 80                                              | Allalinhorn                    | 4.027 m                     | Walliser Alpen              | Zwitserland                  |
| 81                                              | Hinter-Fiescherhorn            | 4.025 m                     | Berner Alpen                | Zwitserland                  |
| 82                                              | Weissmies                      | 4.023 m                     | Walliser Alpen              | Zwitserland                  |
| 83                                              | Latsga                         | 4.019 m                     | Kaukasus                    | Georgië Rusland              |
| 84                                              | Dôme de Rochefort              | 4.015 m                     | Mont Blancmassief           | Frankrijk Italië             |
| 85                                              | Dent du Géant                  | 4.013 m                     | Mont Blancmassief           | Frankrijk Italië             |
| 86                                              | Punta Baretti                  | 4.013 m                     | Mont Blancmassief           | Italië                       |
| 87                                              | Lagginhorn                     | 4.010 m                     | Walliser Alpen              | Zwitserland                  |
| 88                                              | Aiguille de Rochefort          | 4.001 m                     | Mont Blancmassief           | Frankrijk                    |
| 89                                              | Les Droites                    | 4.000 m                     | Mont Blancmassief           | Frankrijk Italië             |
| Bergen met een hoogte tussen 3750 en 4000 meter |                                |                             |                             |                              |
| Nr.                                             | Naam van de berg               | Hoogte                      | Bergketen                   | Land                         |
| 90                                              | Piz Zupò                       | 3.996 m                     | Berninamassief              | Italië Zwitserland           |
| 91                                              | La Meije                       | 3.983 m                     | Pelvouxmassief              | Frankrijk                    |
| 92                                              | Eiger                          | 3.970 m                     | Berner Alpen                | Zwitserland                  |
| 93                                              | Piz Scerscen                   | 3.971 m                     | Berninamassief              | Italië Zwitserland           |
| 94                                              | Grivola                        | 3.969 m                     | Gran Paradiso               | Italië                       |
| 95                                              | Ebnefluh                       | 3.962 m                     | Berner Alpen                | Zwitserland                  |
| 96                                              | Mont Pelvoux                   | 3.946 m                     | Pelvouxmassief              | Frankrijk                    |
| 97                                              | Piz Argient                    | 3.945 m                     | Berninamassief              | Italië Zwitserland           |
| 98                                              | Piz Roseg                      | 3.937 m                     | Berninamassief              | Italië Zwitserland           |
| 99                                              | Bietschhorn                    | 3.934 m                     | Berner Alpen                | Zwitserland                  |
| 100                                             | Bellavista                     | 3.922 m                     | Berninamassief              | Italië Zwitserland           |
| 101                                             | Tré-la-Tête                    | 3.916 m                     | Mont Blancmassief           | Frankrijk Italië             |
| 102                                             | Ortler                         | 3.905 m                     | Ortler Alpen                | Italië                       |
| 103                                             | Piz Palü                       | 3.905 m                     | Berninamassief              | Italië Zwitserland           |
| 104                                             | Aiguille d'Argentière          | 3.900 m                     | Mont Blancmassief           | Frankrijk Italië             |
| 105                                             | Aiguille de Triolet            | 3.872 m                     | Mont Blancmassief           | Frankrijk Italië             |
| 106                                             | Grande Casse                   | 3.855 m                     | Vanoise                     | Frankrijk                    |
| 107                                             | Crast' Agüzza                  | 3.854 m                     | Berninamassief              | Italië Zwitserland           |
| 108                                             | Monviso                        | 3.843 m                     | Cottische Alpen             | Frankrijk Italië             |
| 109                                             | Mont Dolent                    | 3.830 m                     | Mont Blancmassief           | Frankrijk Italië Zwitserland |
| 110                                             | Aiguille du Chardonnet         | 3.825 m                     | Mont Blancmassief           | Frankrijk Italië             |
| 111                                             | Nesthorn                       | 3.820 m                     | Berner Alpen                | Zwitserland                  |
| 112                                             | Aiguilles des Glaciers         | 3.816 m                     | Mont Blancmassief           | Frankrijk Italië             |
| 113                                             | Großglockner                   | 3.798 m                     | Hohe Tauern                 | Oostenrijk                   |
| 114                                             | Pigne d'Arolla                 | 3.796 m                     | Walliser Alpen              | Zwitserland                  |
| 115                                             | Mont Pourri                    | 3.780 m                     | Vanoise                     | Frankrijk                    |
| 116                                             | Herbetet                       | 3.778 m                     | Gran Paradiso               | Italië                       |
| 117                                             | Monte Cevedale                 | 3.778 m                     | Ortler Alpen                | Italië                       |
| 118                                             | Wildspitze                     | 3.774 m                     | Ötztaler Alpen              | Oostenrijk                   |
| 119                                             | Pointe de Charbonel            | 3.760 m                     | Grajische Alpen             | Frankrijk                    |
| 120                                             | Aiguille de la Grande Sassière | 3.757 m                     | Grajische Alpen             | Frankrijk Italië             |
| 121                                             | Piz Morteratsch                | 3.751 m                     | Berninamassief              | Italië Zwitserland           |
| Bergen met een hoogte tussen 3600 en 3750 meter |                                |                             |                             |                              |
| Nr.                                             | Naam van de berg               | Hoogte                      | Bergketen                   | Land                         |
| 122                                             | Weißkugel                      | 3.739 m                     | Ötztaler Alpen              | Italië Oostenrijk            |
| 123                                             | Monte Zébru                    | 3.735 m                     | Ortler Alpen                | Italië                       |
| 124                                             | Dent Parrachée                 | 3.712 m                     | Vanoise                     | Frankrijk                    |
| 125                                             | Balmhorn                       | 3.698 m                     | Berner Alpen                | Zwitserland                  |
| 126                                             | Torre del Gran San Pietro      | 3.692 m                     | Gran Paradiso               | Italië                       |
| 127                                             | Wetterhorn                     | 3.692 m                     | Berner Alpen                | Zwitserland                  |
| 128                                             | Pico San Mateo                 | 3.685 m                     | Ortler Alpen                | Italië                       |
| 129                                             | Monte Disgrazia                | 3.678 m                     | Rätische Alpen              | Italië                       |
| 130                                             | Uia di Ciamarella              | 3.676 m                     | Grajische Alpen             | Frankrijk Italië             |
| 131                                             | Großvenediger                  | 3.674 m                     | Hohe Tauern                 | Oostenrijk                   |
| 132                                             | Viso di Vallante               | 3.672 m                     | Cottische Alpen             | Frankrijk Italië             |
| 133                                             | La Grande Motte                | 3.656 m                     | Vanoise                     | Frankrijk                    |
| 134                                             | Doldenhorn                     | 3.650 m                     | Berner Alpen                | Zwitserland                  |
| 135                                             | Roccia Viva                    | 3.650 m                     | Gran Paradiso               | Italië                       |
| 136                                             | Ciarforon                      | 3.640 m                     | Gran Paradiso               | Italië                       |
| 137                                             | Monte Vioz                     | 3.644 m                     | Ortler Alpen                | Italië                       |
| 138                                             | Tödi                           | 3.640 m                     | Glarner Alpen               | Zwitserland                  |
| 139                                             | Albaron                        | 3.638 m                     | Grajische Alpen             | Frankrijk Italië             |
| 140                                             | Hinterer Brochkogel            | 3.635 m                     | Ötztaler Alpen              | Oostenrijk                   |
| 141                                             | Dammastock                     | 3.630 m                     | Gotthardmassief             | Zwitserland                  |
| 142                                             | Hintere Schwärze               | 3.628 m                     | Ötztaler Alpen              | Italië Oostenrijk            |
| 143                                             | Pointe de Ronce                | 3.618 m                     | Grajische Alpen             | Frankrijk Italië             |
| 144                                             | Levanne                        | 3.615 m                     | Grajische Alpen             | Frankrijk Italië             |
| 145                                             | La Tresenta                    | 3.609 m                     | Gran Paradiso               | Italië                       |
| 146                                             | Similaun                       | 3.607 m                     | Ötztaler Alpen              | Italië Oostenrijk            |
| 147                                             | Piz Cambrena                   | 3.603 m                     | Berninamassief              | Italië Zwitserland           |
| Bergen met een hoogte tussen 3500 en 3600 meter |                                |                             |                             |                              |
| Nr.                                             | Naam van de berg               | Hoogte                      | Bergketen                   | Land                         |
| 148                                             | Dôme de l'Arpont               | 3.599 m                     | Vanoise                     | Frankrijk                    |
| 149                                             | Bessanese                      | 3.597 m                     | Grajische Alpen             | Frankrijk Italië             |
| 150                                             | Galenstock                     | 3.597 m                     | Gotthardmassief             | Zwitserland                  |
| 151                                             | Piz Glüschaint                 | 3.594 m                     | Berninamassief              | Italië Zwitserland           |
| 152                                             | Dôme de Chasseforet            | 3.586 m                     | Vanoise                     | Frankrijk                    |
| 153                                             | La Sella                       | 3.584 m                     | Berninamassief              | Italië Zwitserland           |
| 154                                             | Aiguille de Péclet             | 3.566 m                     | Vanoise                     | Frankrijk                    |
| 155                                             | Pointe du Vallonet             | 3.566 m                     | Vanoise                     | Frankrijk                    |
| 156                                             | Großes Wiesbachhorn            | 3.564 m                     | Hohe Tauern                 | Oostenrijk                   |
| 157                                             | Cima Presanella                | 3.558 m                     | Adamello                    | Italië                       |
| 158                                             | Adamello                       | 3.554 m                     | Adamello                    | Italië                       |
| 159                                             | Großer Ramolkogel              | 3.551 m                     | Ötztaler Alpen              | Italië Oostenrijk            |
| 160                                             | Piz Tschierva                  | 3.546 m                     | Berninamassief              | Italië Zwitserland           |
| 161                                             | Cima Vertana                   | 3.544 m                     | Ortler Alpen                | Italië                       |
| 162                                             | Schalfkogel                    | 3.540 m                     | Ötztaler Alpen              | Oostenrijk                   |
| 163                                             | Aiguille de Polset             | 3.538 m                     | Vanoise                     | Frankrijk                    |
| 164                                             | Rocciamelone                   | 3.538 m                     | Grajische Alpen             | Frankrijk Italië             |
| 165                                             | Monte Emilius                  | 3.559 m                     | Gran Paradiso               | Italië                       |
| 166                                             | Becca de Monciair              | 3.544 m                     | Gran Paradiso               | Italië                       |
| 167                                             | Hochvernagtspitze              | 3.539 m                     | Ötztaler Alpen              | Oostenrijk                   |
| 168                                             | Watzespitze                    | 3.533 m                     | Ötztaler Alpen              | Oostenrijk                   |
| 169                                             | Mutmalspitze                   | 3.528 m                     | Ötztaler Alpen              | Oostenrijk                   |
| 170                                             | Weißseespitze                  | 3.526 m                     | Ötztaler Alpen              | Oostenrijk                   |
| 171                                             | Fineilspitze                   | 3.516 m                     | Ötztaler Alpen              | Italië Oostenrijk            |
| 172                                             | Fluchtkogel                    | 3.514 m                     | Ötztaler Alpen              | Oostenrijk                   |
| 173                                             | Sustenhorn                     | 3.512 m                     | Gotthardmassief             | Zwitserland                  |
| 174                                             | Hochfeiler                     | 3.510 m                     | Zillertaler Alpen           | Oostenrijk                   |
| 175                                             | Zuckerhütl                     | 3.507 m                     | Stubaier Alpen              | Italië Oostenrijk            |
| 176                                             | Pierre Menue                   | 3.505 m                     | Cottische Alpen             | Frankrijk Italië             |
| 177                                             | Schrankogel                    | 3.502 m                     | Stubaier Alpen              | Oostenrijk                   |